# Семак Павло Іванович
Павло Іванович Семак (16 серпня 1913, Петрівка — 26 січня 1961, Київ) — полковник Радянської Армії, учасник німецько-радянської війни, Герой Радянського Союзу.

## Біографія
Народився 16 серпня 1913 року в селі Петрівці (нині Щорського району Чернігівської області) в родині селянина. Українець. Закінчив сім класів неповної середньої школи. Працював змінним майстром пресового цеху заводу в місті Калініні.
У 1935 році призваний до лав Червоної Армії. У 1937 році закінчив Вітебську військову авіаційну школу пілотів. 
Учасник радянсько-фінської війни 1939—1940 років. 
У боях німецько-радянської війни з червня 1941 року. Воював на Ленінградському, Волховському і 3-му Прибалтійському фронтах. 
До вересня 1944 командир ескадрильї 4-го гвардійського бомбардувального авіаційного полку гвардії капітан П. І. Семак зробив 186 бойових вильотів на бомбардування залізничних ешелонів, аеродромів, опорних пунктів, скупчень військ противника, знищив 11 ворожих літаків на землі і в повітрі.

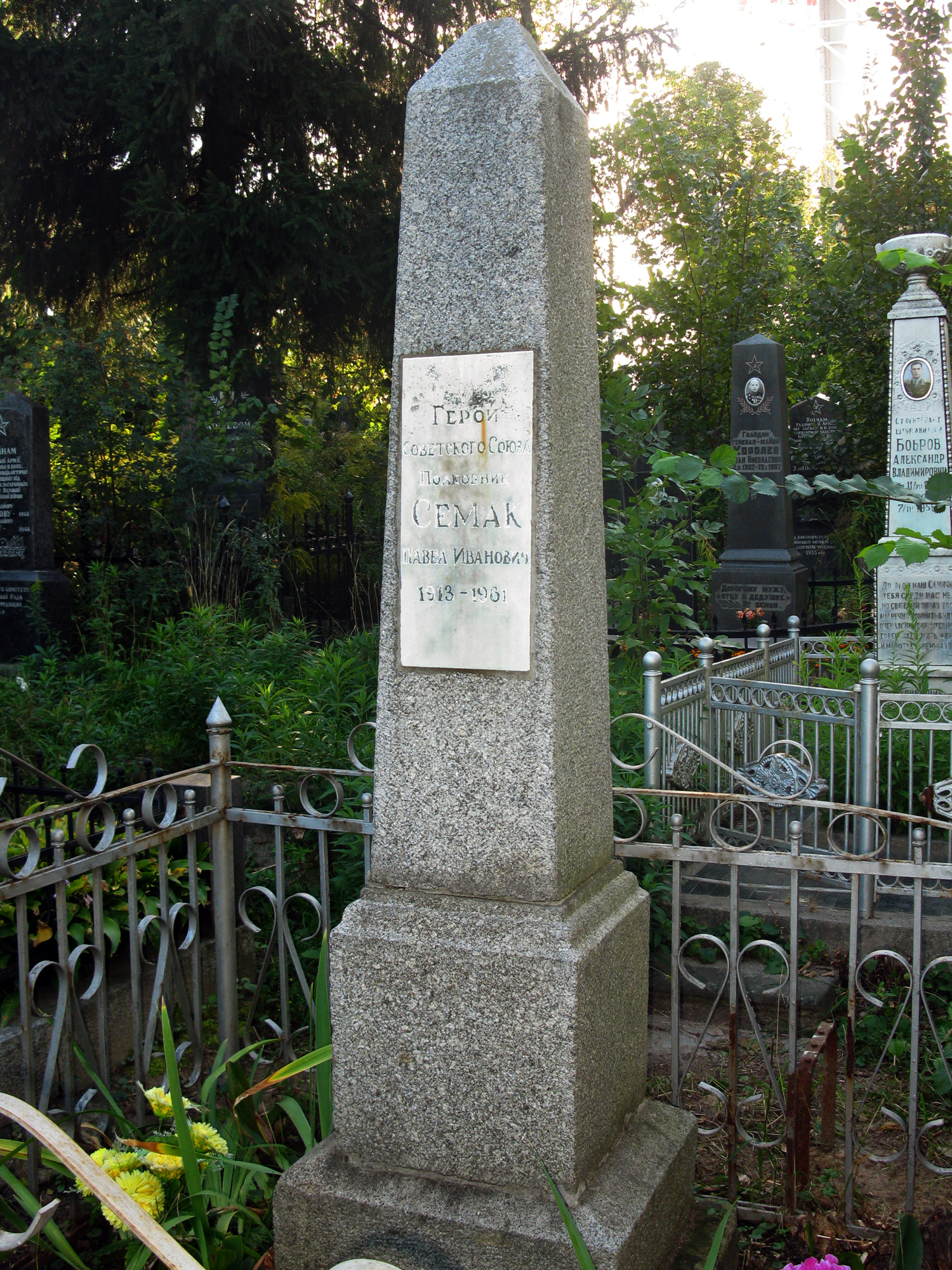
Могила П. І. Семака

Після закінчення війни продовжував службу у військово-повітряних силах СРСР. 
З 1954 року у званні полковника вийшов у запас. Жив і працював у Києві. 
Помер 26 січня 1961 року. Похований в Києві на Лук'янівському військовому цвинтарі.

## Нагороди, вшанування пам'яті
Указом Президії Верховної Ради СРСР від 23 лютого 1945 року за зразкове виконання бойових завдань командування по знищенню живої сили і техніки противника і проявлені при цьому мужність і героїзм гвардії капітану Семак Павлу Івановичу присвоєно звання Героя Радянського Союзу з врученням ордена Леніна і медалі «Золота Зірка» (№ 5 362).
Нагороджений орденом Леніна, трьома орденами Червоного Прапора, орденом Вітчизняної війни 1-го ступеня, орденом Червоної Зірки, медалями.
Ім'ям Героя названа вулиця в рідному селі, там же встановлений бюст Героя.